# Kamenka
För andra betydelser, se Kamenka (olika betydelser).
Kamenka (ryska: Каменка) är en ort i Archangelsk oblast i Ryssland. Den ligger vid floden Mezen. Folkmängden uppgår till strax över 2 000 invånare.